# Tiga (Neukaledonien)
Tiga (oder Tokanod) ist eine neukaledonische Insel und gehört zu den französischen Loyalitätsinseln. Die Insel hatte 150 Bewohner im Jahr 2004, 169 im Jahr 1996 und 158 im Jahr 1989, und eine Fläche von 10 km². Das ergab zuletzt eine Bevölkerungsdichte von 15 Einwohnern je Quadratkilometer.

## Geographie
Die Insel liegt 150 km nordöstlich der Hauptinsel Neukaledoniens, Grande Terre, 34 km östlich des gehobenen Atolls Lifou und 26 km nördlich der Insel Maré. Ihr höchster Punkt liegt bei 92 m.

## Verwaltung und Verkehr
Tiga gehört zur Gemeinde Lifou und darin zum district coutumier (traditioneller Distrikt, Häuptlingstum) de Loessi. Der Flughafen Tiga wird von Nouméa aus angeflogen.

## Geschichte
Die Insel wurde um das Jahr 700 entdeckt.